# Claude Moët
Claude Moët (* 1683; † 1760) war ein französischer Winzer und Weinhändler und Gründer der heutigen Firma Moët & Chandon. 
Spezialisiert auf Schaumweine lieferte er ab 1742 Weine aus der Champagne u. a. nach Versailles. Er wurde Hoflieferant des Adels, darunter Madame de Pompadour. Sein Enkel Jean-Rémy Moët führte die Geschäfte nach seinem Tod weiter. 